# Provincia di Valverde
Valverde è una delle 32 province della Repubblica Dominicana. Il suo capoluogo è Santa Cruz de Mao.

## Geografia antropica

### Suddivisioni amministrative
La provincia si suddivide in 3 comuni e 10 distretti municipali (distrito municipal - D.M.):
- Santa Cruz de Mao
- Esperanza
- Laguna Salada